# ¡Olé Tormé!: Mel Tormé Goes South of the Border with Billy May
'¡Olé Tormé!: Mel Tormé Goes South of the Border with Billy May è un album di Mel Tormé pubblicato nel 1959 dalla Verve Records, con arrangiamenti di Billy May.

## Tracce
1. "At the Crossroads (Malagueña)" (Ernesto Lecuona, Bob Russell) – 2:39
2. "Frenesi" (Alberto Dominguez, Leonard Whitcup) – 2:36
3. "Adios" (Enric Madriguera, Harry M. Woods) – 2:05
4. "Baia" (Ary Barroso, Ray Gilbert) – 2:30
5. "Six Lessons from Madame la Zonga" (James V. Monaco, Charles Newman) – 3:10
6. "Rosita" (Gus Haenschen) – 2:58
7. "South of the Border" (Michael Carr, Jimmy Kennedy) – 3:03
8. "Nina" (Cole Porter) – 2:36
9. "Cuban Love Song" (Dorothy Fields, Jimmy McHugh, Herbert Stothart) – 2:04
10. "Perfidia" (Alberto Dominguez) – 2:08
11. "The Rhumba Jumps!" (Hoagy Carmichael, Johnny Mercer) – 2:14
12. "Vaya Con Dios (May God Be with You)" (Inez James, Buddy Pepper, Larry Russell) – 3:19

## Formazione
- Mel Tormé - voce e percussioni
- Billy May - arrangiamento
- Frank Beach - tromba
- Pete Candoli
- Conrad Gozzo
- Manny Klein
- Eddie Kusby - trombone
- Tommy Pederson
- Dave Wells
- Si Zentner
- Gene Cipriano -
- Chuck Gentry
- Justin Gordon
- Wilbur Schwartz
- Bud Shank
- Red Callender - tuba
- Verlye Mills - arpa
- Jimmy Rowles - piano
- Al Pelligrini
- Bob Gibbons - chitarra
- Ralph Pena - doppio basso
- Lou Singer - percussioni, batteria, marimba
- Alvin Stoller - tamburi
- Larry Bunker - tamburi, marimba
- Sheldon Marks - direzione artistica
- William Rotsler - foto di copertina